# Xylonaeus trigonalis
Xylonaeus trigonalis är en skalbaggsart som först beskrevs av Sylvain Auguste de Marseul 1860.  Xylonaeus trigonalis ingår i släktet Xylonaeus och familjen stumpbaggar. Inga underarter finns listade i Catalogue of Life.